# Corvomeyenia thumi
Corvomeyenia thumi é uma esponja de água doce da família Metaniidae, descrita por Traxler em 1895, que ocorre em ambientes sazonais da região neotropical. É reconhecida como indicador paleoambiental de períodos de seca intensa e registrada tanto em sedimentos pleistocênicos do Paleolago Cemitério (Goiás) quanto em lagoas temporárias da Ilha de Maracá (Roraima).

## Descrição morfológica
Espécie encrustante, formando uma fina camada sobre substratos submersos. O esqueleto é silicoso, composto por mega e microescleras do tipo oxéa, geralmente lisas, e por gemmoscleres com rótulas internas planas e expandidas e rótulas externas circulares e umbonadas. Essas características são evidenciadas em gemmulas fósseis analisadas por microscopia eletrônica de varredura.

## Distribuição e habitat
Espécie neotropical, documentada em ambientes sujeitos a secas sazonais, como lagoas temporárias da Ilha de Maracá, estado de Roraima, e em camadas pleistocênicas de spongillites no Paleolago Cemitério, Catalão, Goiás. Ausente em lagos perenes como o Serra Negra, Minas Gerais, reforçando sua afinidade por ecossistemas sazonais.

## Taxonomia e classificação
Pertence ao gênero Corvomeyenia (Weltner, 1913), família Metaniidae. Foi originalmente descrita como Tubella thumii por Traxler em 1895, e posteriormente transferida ao gênero atual.

## Conservação
Avaliada como Pouco Preocupante (LC) na lista de espécies de Poríferos do SiBBr em 2014, sem ameaças conhecidas.